# Gnel Arschakuni
Gnel Arschakuni (auch: Gnelus, armenisch Գնել Արշակունի, lat.: Genelus, en.: Gnel of Armenia, bl. 4. Jahrhundert; gest. August 359) war ein Prinz der armenischen Arsakidendynastie.

## Leben
Gnel war der Sohn von Tiridates von einer unbenannten Mutter, einer Tochter des Gnel Gnuni, Damit war sein Onkel väterlicherseits Arsaces II. (Arshak II.) der als Vasall der Römer von 350 bis 368 in Armenien regierte und sein Großvater Tiran (Տիրան, c. 300/305–358), der ebenfalls König war.
Gnel wurde höchstwahrscheinlich während der Herrschaft von Tiran geboren und aufgezogen. Irgendwann während der Regierungszeit von Tiran begann der sassanidische König Schapur II. einen Krieg gegen Rom und seine Verbündeten, zunächst beginnend mit einer Verfolgung der Christen, die in Persien und Mesopotamien lebten. Der Krieg versetzte dem römischen Ansehen im Osten einen schweren Schlag. In diesem Zug war der sassanidische König mit seiner Armee in Armenien eingefallen und hatte die Mitglieder der königlichen Familie als Geiseln genommen, einschließlich Gnel, nachdem sie von Tirans Kämmerer verraten worden waren. Alle Mitglieder der Familie wurden als Geiseln gehalten; Tiran wurde geblendet und ins Gefängnis geworfen, weil Schapur II. ihn geheimer Absprachen mit Rom beschuldigt hatte.
Die Adligen Armeniens waren erzürnt über die Brutalität von Schapur und über seine Behandlung der armenischen Königsfamilie. Sie griffen zu den Waffen und kämpften mit Unterstützung der Römer gegen Schapur. Sie vertrieben Schapur und seine Armee erfolgreich aus Armenien. Nachdem er besiegt worden war, unterzeichnete er einen Vertrag und Gnel wurde mit Mitgliedern seiner Familie aus dem Gefängnis entlassen. Tiran, der geblendet und von seiner Erfahrung in der Gefangenschaft gebrochen war, legte seinen Thron nieder und Arsaces II. folgte ihm 350 als armenischer König.
Während der Regierungszeit von Arsaces II. war Gnel ein beliebter Prinz in Armenien und wurde als potentieller Nachfolger seines Onkels angesehen. Eine Inschrift verdeutlicht seine Popularität und sein Ansehen in der Arsakiden-Dynastie und in der armenischen Gesellschaft. Die Inschrift lautet:
mec sepuhn Arsakuni = „großer Arsakidischer Sepuh.“
Sepuh bedeutet Adliger oder Gentleman. Die Inschrift legt nahe, dass der Name „Gnel“ zu einem königlichen Titel im Kontext der lokalen Aristokratie und des Feudalsystems wurde und es scheint auch, das sein königlicher Titel auf alle Mitglieder der großen Familien übertragen wurde.
Gnel hatte Parandsem von Sjunik aus der Dynastie der Siunia geheiratet. Parandsem war bekannt für ihre Schönheit und Tugend. Ihr Ruf hatte sich so verbreitet, dass Gnels Cousin väterlicherseits, Tirid, eine Leidenschaft für sie entwickelt hatte und sie als seine Frau begehrte.
Er schmiedete ein Komplott gegen seinen Cousin Gnel, schmeichelte sich bei seinem Onkel Arsaces ein und sagte zu ihm: “Gnel möchte herrschen und dich töten. Alle Adligen, die Nachararkʿ und die Azatkʿ wie Gnel und alle Nachararkʿ des Landes ziehen ihn deiner Herrschaft vor. Sie sagen schon: ‘Schau und sieh was du tust, König, so dass du dich selbst retten kannst”. Arsaces glaubte den Worten von Tirid, er fand einige der Aussagen von Tirid sogar bestätigt.
Von da an verfolgte Arsaces Gnel bis zu dessen Tod und pflegte seinen Groll gegen ihn. Mehrfach versuchte er ihn zu verfolgen und Verrat gegen ihn anzuzetteln. Gnel floh mit seiner Frau vor seinem Onkel.

## Tod
Arsaces tötete Gnel schließlich um die Zeit des Festes Navasard (Նավասարդ), als er seinen Neffen und seine Frau in böser Absicht nach Shahapivan lockte – einem Lagerplatz der Arsakiden, der sich unterhalb eines ummauerten Jagdreviers befand. Gnel wurde durch die Lüge dorthin gelockt, dass Arsaces sich versöhnen wolle. Gnel wurde von Soldaten gefangen genommen, zu einem nahegelegenen Gipfel des Berges Lsin gebracht und dort hingerichtet. Nach dem Tod und der Beerdigung von Gnel befahl Arsaces, den Tod seines Neffen zu betrauern. Parandsem trauerte so heftig, dass sie ihre Kleider zerriss, schrie und unaufhörlich weinte.
Tirid hatte seinen Cousin erfolgreich beseitigt und nun war er nicht mehr fähig, seine Lust nach Parandsem zu zügeln. Er ließ Parandsem eine Nachricht überbringen, in der er schrieb: “Trauere doch nicht so sehr, ich bin ein viel besserer Mann, als er war. Ich liebte dich und deshalb verriet ich ihn, damit er starb, so dass ich dich heiraten könnte”. In ihrer Trauer regte sich Parandsem noch mehr auf, riss sich Haare aus und schrie vor Trauer, da ihr Ehemann ihretwegen gestorben war.
Als Arsaces die Schreie von Parandsem hörte, begann er zu erkennen, dass alles ein Komplott von Tirid gewesen war und dass Gnel grundlos gestorben war. Arsaces war erschüttert und bereute, dass er Gnel hatte töten lassen. Eine Zeit lang tat Arsaces  dem Tirid jedoch nichts an. Tirid sandte eine Nachricht an Arsaces mit dem Inhalt: “König, ich möchte, dass du befiehlst, dass mir erlaubt wird, Gnels Frau zu heiraten”. Als Arsaces dies hörte, sagte er jedoch: “Jetzt weiß ich sicher, dass richtig ist, was ich gehört habe. Gnels Tod war wegen seiner Frau”. Arsaces beschloss, Tirid im Gegenzug für den Mord an Gnel zu töten. Als Tirid dies hörte, bekam er große Angst. Er floh noch in der Nacht. Arsaces erfuhr, dass Tirid geflohen war und befahl seinen Soldaten, Tirid zu finden und ihn zu töten. Die Soldaten fanden Tirid in den Wäldern im Distrikt Basen, wo sie ihn töteten.